# Кузнецовская улица (Москва)
Кузнецо́вская у́лица (до 7 июня 1922 года — Кузне́цкая у́лица) — улица в Восточном административном округе города Москвы на территории района Богородское.

## История
Первоначально улица называлась Кузне́цкая у́лица, предположительно, по кузнице или кузнецам. 7 июня 1922 года для устранения одноимённости улица была переименована и получила современное название по созвучию со старым с утратой исходной мотивации (современная форма ориентирует на фамилию Кузнецов).

## Расположение
Кузнецовская улица проходит от Миллионной и 1-й Мясниковской улиц на юг и юго-запад до 3-й Гражданской улицы.
 Продолжением улицы до Краснобогатырской улицы ранее служил ныне упразднённый Гражданский переулок.

## Примечательные здания и сооружения
По нечётной стороне:
По чётной стороне:

## Транспорт

### Трамвай
- Трамвайное кольцо «Богородское» с одноимённой остановкой трамваев 2, 4, 7, 46: у северного конца улицы, на пересечении с 1-й Мясниковской, Миллионной, 3-й Богатырской улицами и Погонным проездом.

### Метро
- Станция метро «Бульвар Рокоссовского» Сокольнической линии — восточнее улицы, на Ивантеевской улице.

### Железнодорожный транспорт
- Станция МЦК «Белокаменная» - севернее улицы, на Яузской аллее.
- Станция МЦК «Бульвар Рокоссовского» - восточнее улицы, на пересечении Открытого шоссе и 6-го проезда Подбельского.